# Ski Club Haid
Der SC Haid (offiziell: amateur SKI CLUB HAID Raiffeisen) ist ein Südtiroler Sportverein, der seinen Ursprung in St. Valentin auf der Haide in der Gemeinde Graun im Vinschgau hat.
Der Verein wurde am 1. Juli 1905 unter dem Namen „Skiclub Obervinschgau“ gegründet. Schon im selben Jahr wurden die ersten Skirennen veranstaltet und bis heute hat der Verein einen guten Namen in der Organisation von Skirennen. Neben den vom Verein organisierten Skirennen sind noch der Haiderseelauf, das Waldfest und die Wintersportbörse zu nennen. Der amateur SKI CLUB HAID Raiffeisen ist einer der ältesten Ski-Clubs im Alpenraum und der älteste Ski-Club Südtirols. Der Verein zählt heute 350 Mitglieder.

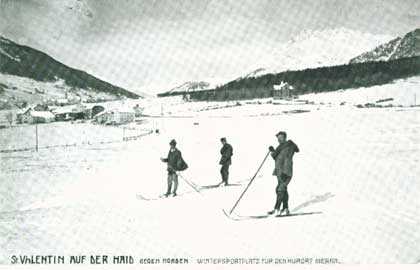
Skiläufer mit Einstock auf den Wiesen vor St. Valentin – um 1900

## Geschichte
Zu den Gründungsmitgliedern zählen Cassian Baldauf, Heinrich Stecher, Valentin Stecher, Josef Hofer, Dr. Schuster (Ulm), Dr. Denninger (Ulm), Baehrendt (Meran). Neben den Gründungsmitgliedern war auch die österreichische Finanzwache bestrebt, den Verein zu fördern. In den Statuten wird der Zweck des Ski-Clubs mit folgenden Worten umrissen: „Förderung und Verbreitung des Skisports ohne Verfolgen einer politischen Tendenz.“

### Bedeutende sportliche Ereignisse
- 1. Skirennen in St. Valentin 1905 (30 Teilnehmer)
- 1. Skispringen in St. Valentin 1908
- 1. Abfahrtsrennen in St. Valentin 1947

Es folgten zahlreiche verschiedene Wintersportwettkämpfe. Das wichtigste und größte Event des Vereins in den letzten Jahren war die Italienmeisterschaft 2003, welche auf der Haideralm (nun Teil des Skigebiets Schöneben) ausgetragen wurde. Der Ski Club Haid ist seit 1949 Mitglied der F.I.S.I.

### Ehrungen
- 2006 wurde dem Verein die Ehrenmitgliedschaft im Verband Südtiroler Sportvereine verliehen.
- 2007 wurde der Verein für vorbildliche Jugendarbeit geehrt.